# Бјарот
Бјарот (фр. Biarrotte) насеље је и општина у југозападној Француској у региону Аквитанија, у департману Ланд која припада префектури Дакс.
По подацима из 2011. године у општини је живело 271 становника, а густина насељености је износила 55,31 становника/km². Општина се простире на површини од 4,9 km². Налази се на средњој надморској висини од 40 метара (максималној 55 m, а минималној 8 m).

## Демографија
| 1962. | 1968. | 1975. | 1982. | 1990. | 1999. | 2011. |
| ----- | ----- | ----- | ----- | ----- | ----- | ----- |
| 161   | 163   | 179   | 211   | 206   | 226   | 271   |

График промене броја становника у току последњих година